# Aleksandra Maciak
Aleksandra Maciak (ur. 13 marca 1984) – polska judoczka.
Była zawodniczka klubów: AKS Strzegom (1997-2000), KS AZS-AWF Wrocław (2001-2002), AZS UW Warszawa (2003), KS AZS-AWF Warszawa (2001-2007). Brązowa medalistka mistrzostw Polski seniorek 2007 w kategorii do 78 kg. Dwukrotna młodzieżowa wicemistrzyni Polski (2005, 2006).